# Мурата, Цутому
Цутому Мурата (яп. 村田 勉 Мурата Цутому, 3 июня 1909 — январь 2000) — японский инженер, предприниматель. Известен, как специалист по пороху и взрывчатым веществам. В ВМС Японии проводил исследования в области разработки твердотопливного ракетного двигателя и пороха для корабельных орудий. После войны работал в японской нефтехимической компании NOF corporation. Предоставил ракетное топливо Итокава Хидэо для создания миниатюрных ракет, т. н. «карандашей». После этого вскоре начал работать в качестве директора компании NOF corporation.

## Биография
Родился в префектуре Кумамото. Учился в старшей школе Тамана, после окончания которой поступил в Токийский императорский университет. Во время обучения в средней школе на него сильное впечатление произвел романа японского писателя Миками Ототики «Возрождающаяся весна», и с этого времени у него появился интерес к пороху. После окончания инженерно-технического факультета Токийского императорского университета стал офицером-техническим специалистом ВМС Японии.
На флоте, в исследовательском отделе порохового арсенала, располагавшегося в городе Хирацука занимался ракетными разработками. В 1934 году провел на морском берегу экспериментальный запуск ракеты на твердом топливе. Потом разработал аппарат для компрессионного прессования крупногабаритных ракетных порохов. Также был причастен к разработкам пороха, использовавшегося для снарядов корабельных орудий линкора «Ямато». Перевёл американскую статью, опубликованную в 1940 году в немецком профессиональном журнале о порохе и взрывчатке, и распространил её на флоте среди коллег. Среди прочего содержания в статье значилась такая фраза «…если сталкивать нейтроны ядра изотопа урана-235, то это может спровоцировать процесс деления ядра, что приведёт к колоссальному выбросу энергии…». Эта статья стала отправной точкой возрастающего интереса флотского командования Японии к тематике создания ядерной бомбы.(более подробно см. Японская ядерная программа).
В конце войны в 1945 году, Цутому устроился на работу в японскую нефтехимическую компанию NOF corporation, которая располагалась в префектуре Айти. В феврале 1954 года принял приглашение от Тода Ясуакира (инженер компании Fuji Seimitsu, бывшая компания Nakajima) для участия в проекте ракетных разработок, проводившихся под руководством Итокава Хидэо. В качестве ракетного топлива для экспериментальных ракет Цутому предоставил Итокава Хидэо порох, предназначенный для американских гранатомётов, оставшийся на складе после окончания Корейской войны. Эксперимент Итокава был в конечном счёте реализован после создания миниатюрных ракет-«карандашей».
В 1967 году Цутому становится директором компании NOF corporation.